# Tryggve Olafsson
Tryggve Olafsson (930-963) (nórdico antiguo: Tryggvi Óláfrsson, noruego: Tryggve Olavsson) fue un caudillo vikingo, rey de Viken, Vingulmark y Ranrike.
Tryggve Olafsson era hijo de Olaf Haraldsson Geirstadalf, monarca del reino de Vestfold y Vingulmark, y nieto de Harald I de Noruega. Según Heimskringla del escaldo Snorri Sturluson, Tryggve lanzó expediciones vikingas hacia Irlanda y Escocia. En 946 el rey Haakon I de Noruega se dirigió al norte y posicionó a Tryggve como defensor en Viken contra sus enemigos del sur, también le concedió toda tierra que pudiera reconquistar en un área que el verano anterior había sometido a tributo. Históricamente, los reyes daneses habían dominado ese territorio.
El rey Haakon fue mortalmente herido en la batalla de Fitjar en un enfrentamiento con los hijos de Erico I de Noruega. Tras la muerte de Haakon, Harald II de Noruega, tercer hijo de Erico, junto con sus hermanos se convirtieron en monarcas de gran parte de Noruega. Tryggve no tardó mucho en morir en manos de Harald II como parte del plan de conseguir el gobierno sobre toda Noruega, según las sagas Tryggve murió en una emboscada de Gottorm Eriksson. Poco después, su esposa Astrid Eiriksdotter dio a luz un hijo, Olaf Tryggvason, más tarde llegaría a ser rey de Noruega, y su hija Ingeborg Tryggvasdotter casó con Ragnvald Ulfsson, jarl de Västergötland y más tarde gobernador de Stáraia Ládoga.